# Bezirk Przemyśl
Bezirk Przemyśl – dawny powiat (Bezirk) kraju koronnego Królestwo Galicji i Lodomerii, funkcjonujący w latach 1854–1867. Siedzibą starostwa było miasto Przemyśl.

## Historia
Bezirk Przemyśl utworzono w ramach reformy uwłaszczeniowej z okresu Wiosny Ludów (1848–1849), która likwidowała jurysdykcję właściciela ziemskiego nad poddanymi. W Galicji, dominium – jako podstawowa jednostka administracyjna i filar systemu feudalnego straciło rację bytu. Konieczne stało się zatem wprowadzenie nowego systemu administracyjnego, którego zręby powstały w latach 1851–1855. Nowy trójstopniowy podział administracyjny objął 21 cyrkułów (niem. Kreise), 179 małych powiatów (niem. Bezirke) i ponad 6000 gmin (niem. Gemeinde). 
Bezirk Przemyśl objął obszar o wielkości 6,4 mil², zamieszkany był przez 32.311 ludzi i podzielony na 50 gmin katastralnych, w tym jedno miasto (Przemyśl) i trzy miasteczka (Babice, Krasiczyn i Krzywcza). Wszedł w skład cyrkułu przemyskiego, jako jeden z jego dziewięciu powiatów.
Po nadaniu Galicji autonomii oraz powołaniu samorządu gminnego i powiatowego w 1865 zlikwidowano cyrkuły (Kreise). Dotychczasowe małe powiaty (Bezirke) w liczbie 179, utrzymały się do 1867 roku, kiedy to w następstwie kolejnej reformy administracyjnej (23 stycznia 1867) zostały zastąpione przez 74 większych powiatów. Obszar zniesionego Bezirk Przemyśl wszedł wtedy w całości skład nowego powiatu przemyskiego.

## Podział administracyjny (1854)
| Lp. | Gmina jednostkowa           | Powierzchnia | Ludność | Powiat w 1867 po zniesieniu |
| --- | --------------------------- | ------------ | ------- | --------------------------- |
| 1   | Przemyśl (M)                | 2244         | 8438    | przemyski                   |
| 2   | Przekopana z Przerwą        | 304          | 391     | przemyski                   |
| 3   | Kruhel Wielki               | 710          | 300     | przemyski                   |
| 4   | Kruhel Mały                 | 710          | 300     | przemyski                   |
| 5   | Prałkowce                   | 1349         | 296     | przemyski                   |
| 6   | Babice (m) ze Wsią          | 1076         | 648     | przemyski                   |
| 7   | Bachów                      | 2869         | 978     | przemyski                   |
| 8   | Skopów z Buczaczem i Zawadą | 1349         | 575     | przemyski                   |
| 9   | Batycze                     | 674          | 382     | przemyski                   |
| 10  | Bełwin                      | 1004         | 231     | przemyski                   |
| 11  | Bolestraszyce               | 2284         | 1218    | przemyski                   |
| 12  | Buszkowiczki                | 373          | 265     | przemyski                   |
| 13  | Duńkowiczki                 | 520          | 168     | przemyski                   |
| 14  | Hurko                       | 854          | 415     | przemyski                   |
| 15  | Hureczko                    | 525          | 395     | przemyski                   |
| 16  | Kosienice                   | 1745         | 561     | przemyski                   |
| 17  | Komara                      | 394          | 142     | przemyski                   |
| 18  | Korytniki                   | 2123         | 563     | przemyski                   |
| 19  | Krasice                     | 600          | 209     | przemyski                   |
| 20  | Krasiczyn (m)               | 442          | 471     | przemyski                   |
| 21  | Kupna                       | 1545         | 313     | przemyski                   |
| 22  | Nagórczany ze Śliwnicą      | 608          | 271     | przemyski                   |
| 23  | Tarnawce                    | 1451         | 468     | przemyski                   |
| 24  | Chyrzyna                    | 1324         | 385     | przemyski                   |
| 25  | Chyrzynka                   | 1324         | 385     | przemyski                   |
| 26  | Krzywcza (m)                | 815          | 730     | przemyski                   |
| 27  | Krzywiecka Wola             | 1613         | 510     | przemyski                   |
| 28  | Średnia                     | 1221         | 399     | przemyski                   |
| 29  | Kuńkowce                    | 697          | 195     | przemyski                   |
| 30  | Łętownia                    | 961          | 194     | przemyski                   |
| 31  | Maćkowice                   | 2992         | 1014    | przemyski                   |
| 32  | Nienadowa                   | 3395         | 1467    | przemyski                   |
| 33  | Hucisko Nienadowskie        | 691          | 587     | przemyski                   |
| 34  | Orzechowce                  | 1073         | 339     | przemyski                   |
| 35  | Cisowa                      | 2820         | 721     | przemyski                   |
| 36  | Chołowice                   | 830          | 234     | przemyski                   |
| 37  | Krzeczkowa                  | 2095         | 528     | przemyski                   |
| 38  | Mielnów                     | 407          | 163     | przemyski                   |
| 39  | Olszany                     | 1638         | 763     | przemyski                   |
| 40  | Rokszyce                    | 1322         | 427     | przemyski                   |
| 41  | Ostrów                      | 1045         | 436     | przemyski                   |
| 42  | Reczpol                     | 1095         | 522     | przemyski                   |
| 43  | Ruszelczyce                 | 1182         | 529     | przemyski                   |
| 44  | Ujkowice z Lipowicą         | 2492         | 581     | przemyski                   |
| 45  | Walawa                      | 1353         | 537     | przemyski                   |
| 46  | Wilcza                      | 229          | 213     | przemyski                   |
| 47  | Wyszatyce                   | 2341         | 1357    | przemyski                   |
| 48  | Buszkowice                  | 418          | 323     | przemyski                   |
| 49  | Wapowce                     | 2065         | 403     | przemyski                   |
| 50  | Żurawica                    | 3156         | 1075    | przemyski                   |

Objaśnienie:
(M) = miasto; (m) = miasteczko